# ハーシェル・メダル
ハーシェル・メダル（英: Herschel Medal）は英国天文学会による天文学賞。観測天体物理学の分野で顕著な業績を上げたものに贈られる。

## 受賞者
- 1974年: ジョン・ポール・ワイルド
- 1977年: アーノ・ペンジアス, ロバート・ウッドロウ・ウィルソン
- 1980年: Gérard de Vaucouleurs
- 1983年: ウィリアム・ウィルソン・モーガン
- 1986年: Albert Boggess, Robert Wilson
- 1989年: ジョスリン・ベル・バーネル
- 1992年: Andrew Lyne
- 1995年: George Isaak
- 1998年: ゲリー・ノイゲバウアー
- 2001年: Patrick Thaddeus
- 2004年: Keith Horne
- 2006年: Govind Swarup
- 2008年: Max Pettini
- 2010年: James Hough
- 2012年: Mike Irwin
- 2013年: Michael Kramer
- 2014年: ラインハルト・ゲンツェル
- 2015年: Stephen Eales
- 2016年: James Dunlop
- 2017年: Simon Lilly
- 2018年: Tom Marsh
- 2019年: Nial Tanvir
- 2020年: Rob Fender
- 2021年: Stephen Smartt
- 2022年: Catherin Heymans
- 2023年: Heino Falcke
- 2024年:Roberta Humphreys
- 2025年:Ian Smail